# Philosophy of the World
Philosophy of the World es el único álbum de estudio de la banda de rock The Shaggs.

## Historia
La banda The Shaggs estaba compuesta por las hermanas Helen, Betty, y Dorothy (o "Dot") Wiggin, de Estados Unidos. Quien hizo de manager para el grupo fue el padre de las hermanas, Austin Wiggin, Jr., también algunas veces eran acompañadas por otra de las hermanas, Rachel. Se presentaron casi exclusivamente en el ayuntamiento de Fremont y en una casa de asilo local, empezando en 1968 y dejando de presentarse en vivo en 1973.
Aunque a la mayoría de la gente en Fremont no le gustaba el sonido de la banda, su padre todavía creía que serían estrellas, y en 1969, usó gran parte de sus ahorros para grabar un álbum. Austin llevó a sus hijas a un estudio en Massachusetts, decidido a grabarlas "mientras aún estaban frescas". Después de llegar a un acuerdo con una discográfica local (Third World Recordings), The Shaggs grabaron su disco en un día, con el que publicaron doce canciones escritas por Dot.
Luego de ser lanzada la primera edición original, 900 de las 1000 copias que se publicaron desaparecieron, y poco después, el productor y presidente de la discográfica también desapareció, a la vez que el sello cerró rápidamente.
A pesar de la mala o incluso nula recepción del primer álbum, además del hecho de que solo quedaban 100 copias en circulación, los coleccionistas de música rápidamente se apoderaron de las copias restantes y el boca a boca comenzó, y aquellos a quienes les gustó elogiaron de gran manera la música, pero muchos otros se quejaron de la forma descuidada, casi sin sentido, en que se hicieron los arreglos, así como la forma en que las hermanas son incapaces de seguir un tempo definído. Algunos afirmaron que esto se hizo intencionalmente a instancias de su padre (un rumor que persistió durante muchos años, aunque él lo negó, y la idea sería discutida aún más cuando las canciones que grabaron en una sesión de 1975 fueron lanzadas en 1982, ya que en esta grabación mostraban un sonido mucho más pulcro y cuidado). Las propias hermanas Wiggin han expresado su consternación con el producto terminado, señalando que varias de las peculiaridades de la musicalidad eran, de hecho, errores de ritmo que se dejaron; este fue un factor en la ruptura de la banda y su renuencia a reunirse a raíz de su nuevo éxito.
A mediados de la década de 1970,  WBCN, una estación de radio local en Boston, Massachusetts, comenzó a reproducir algunos temas del disco, lo que ayudó a llevar al grupo y al disco a la fama tardía. Se hizo más conocido en 1978 cuando la famosa banda de música independiente NRBQ escuchó, buscó una copia y luego relanzó el álbum en 1980, a través de los sellos Red Rooster Records / Rounder Records. Más tarde, Dr. Demento, un locutor de radio estadounidense y coleccionista de discos que se especializa en canciones novedosas, comedia y grabaciones extrañas o inusuales, comenzó a reproducir el álbum casi exclusivamente en su programa de radio en todo el país, especialmente alrededor de la fecha de Halloween, cuando tocaba la pista del álbum que hace referencia a esta festividad, y durante muchos siguió reproduciendo canciones del disco en su lista de "Funny Five" de la semana. Las hermanas Wiggin han expresado constantemente confusión y sorpresa con respecto a por qué su música se había vuelto tan popular, y señalaron que el trabajo fue, en gran parte, un accidente.

## Otras versiones
Posteriormente, saldría una versión en CD del álbum, que incluiría también el segundo disco Shaggs' Own Thing, esta versión con ambos álbumes fue publicada en 1988 por Rounder, también otra versión en CD -únicamente del primer álbum- saldría en 1999, por parte del sello RCA Victor
Light In The Attic Records relanzó el disco en vinilo, y en septiembre de 2016 publicó una edición especial en un vinilo tricolor de 180g, del cual únicamente salieron 500 copias, e incluía un folleto con fotos inéditas y un extenso ensayo sobre los antecedentes, la historia de la banda y la grabación del álbum.
La canción que le da título al disco aparece como canción inicial en la primera versión de Songs in the Key of Z: The Curious Universe of Outsider Music.

## Recepción
"Philosophy of the World es el disco más enfermizo, asombrosamente espantoso y maravilloso que he escuchado en años: el purgante mental perfecto para cualquier tipo de estancamiento", escribió Debra Rae Cohen para Rolling Stone en una revisión de la reedición de 1980. "Como un Trapp Family Singers lobotomizado, The Shaggs gorjean serias letras de tarjetas de felicitación (...) en un cuasi-unísono feliz y desventurado a lo largo de líneas ostensibles de melodía mientras rasguean sus pequeñas guitarras como alguien que se preocupa por la cremallera. La baterista golpea animosamente a la llamada de una musa diferente, como si tuviera que adivinar qué canción estaban tocando, y se perdiera cada vez. " "Sin exageración", Escribió Chris Connelly en un artículo posterior de Rolling Stone," puede ser " el peor álbum jamás grabado". En un artículo para The New Yorker, el álbum fue descrito como "inquietantemente malo".
El cantante de Nirvana, Kurt Cobain escuchó Philosophy of the World y lo puso en su lista de sus 50 álbumes favoritos de todos los tiempos. La grabación también ha sido citada como una gran influencia para Frank Zappa, Kimya Dawson de The Moldy Peaches, y Deerhoof.
El álbum aparece en el puesto 100 de la lista de Blender (magazine)'s de los 100 mejores discos de indie rock. en 2010, fue incluido en NME "Los 100 mejores álbumes que nunca escuchaste". En 2016, Rolling Stone puso el disco en la posición 17 en su lista de "40 mejores One-Album Wonders".

## Lista de canciones
Todas las canciones fueron escritas y arregladas por Dorothy Wiggin.
| Side one |                                 |          |  |
| N.º      | Título                          | Duración |  |
| 1.       | «Philosophy of the World»       | 2:56     |  |
| 2.       | «That Little Sports Car»        | 2:06     |  |
| 3.       | «Who Are Parents?»              | 2:58     |  |
| 4.       | «My Pal Foot Foot»              | 2:31     |  |
| 5.       | «My Companion»                  | 2:04     |  |
| 6.       | «I'm So Happy When You're Near» | 2:12     |  |

| Side two |                     |          |  |
| N.º      | Título              | Duración |  |
| 1.       | «Things I Wonder»   | 2:12     |  |
| 2.       | «Sweet Thing»       | 2:57     |  |
| 3.       | «It's Halloween»    | 2:22     |  |
| 4.       | «Why Do I Feel?»    | 3:57     |  |
| 5.       | «What Should I Do?» | 2:18     |  |
| 6.       | «We Have a Savior»  | 3:06     |  |

## Equipo
- Dorothy (conocida como Dot) Wiggin: guitarra líder, voz
- Betty Wiggin Porter: guitarra rítmica, voz
- Helen Wiggin: batería
- Rachel Wiggin: bajo en "That Little Sports Car"

Producción
- Producido por Austin Wiggin, Terry Adams y Charlie Dreyer
- Grabado y mezclado por Bob Olive and Austin Wiggin